# Doryrhamphus
Doryrhamphus è una specie di pesci appartenenti alla famiglia Syngnathidae, sottofamiglia Syngnathinae.

## Tassonomia
- Doryrhamphus aurolineatus Randall & Earle, 1994
- Doryrhamphus bicarinatus Dawson, 1981
- Doryrhamphus excisus Kaup, 1856
  - Doryrhamphus excisus abbreviatus Dawson, 1981
  - Doryrhamphus excisus excisus Kaup, 1856
  - Doryrhamphus excisus paulus Fritzsche, 1980
- Doryrhamphus janssi (Herald & Randall, 1972)
- Doryrhamphus japonicus Araga & Yoshino, 1975
- Doryrhamphus negrosensis malus (Whitley, 1954)
- Doryrhamphus negrosensis negrosensis Herre, 1934